# 第2次安倍内閣 (改造)
第2次安倍改造内閣（だいにじ あべかいぞうないかく）は、衆議院議員、自由民主党総裁の安倍晋三が第96代内閣総理大臣に任命され、2014年（平成26年）9月3日から2014年（平成26年）12月24日まで続いた日本の内閣。
自由民主党と公明党による自公連立政権を形成する。

## 内閣の顔ぶれ・人事
所属政党・出身:
  自由民主党（町村派）   自由民主党（岸田派）   自由民主党（額賀派）   自由民主党（麻生派）   自由民主党（二階派）
  自由民主党（石原派）   自由民主党（谷垣G）     自由民主党（大島派）   自由民主党（無派閥）   公明党　  中央省庁・民間 

### 国務大臣
2014年9月3日任命（留任者を除く）。
| 職名                                                                                   | 氏名           | 氏名 | 所属                         | 特命事項等 | 備考                                                                  |
| -------------------------------------------------------------------------------------- | -------------- | ---- | ---------------------------- | --- | --------------------------------------------------------------------- |
| 内閣総理大臣                                                                           | 安倍晋三       |      | 衆議院 自由民主党 （町村派） | | 自由民主党総裁 留任                                                   |
| 副総理 財務大臣 内閣府特命担当大臣 （金融）                                            | 麻生太郎       |      | 衆議院 自由民主党 （麻生派） | デフレ脱却担当 内閣総理大臣臨時代理 就任順位第1位（副総理）                                                   | 留任                                                                  |
| 総務大臣                                                                               | 高市早苗       |      | 衆議院 自由民主党 （無派閥） | | 再入閣 安倍内閣再入閣                                                 |
| 法務大臣                                                                               | 松島みどり     |      | 衆議院 自由民主党 （町村派） | | 初入閣 2014年10月20日免                                               |
| 法務大臣                                                                               | （山谷えり子） |      | 参議院 自由民主党 （町村派） | | 臨時代理 2014年10月20日指定 2014年10月21日免 国家公安委員会委員長兼任 |
| 法務大臣                                                                               | 上川陽子       |      | 衆議院 自由民主党 （岸田派） | | 再入閣 2014年10月21日任 安倍内閣再入閣                                |
| 外務大臣                                                                               | 岸田文雄       |      | 衆議院 自由民主党 （岸田派） | 内閣総理大臣臨時代理 就任順位第5位                                                                            | 留任                                                                  |
| 文部科学大臣                                                                           | 下村博文       |      | 衆議院 自由民主党 （町村派） | 教育再生担当 国立国会図書館 連絡調整委員会委員 東京オリンピック・ パラリンピック担当                          | 留任                                                                  |
| 厚生労働大臣                                                                           | 塩崎恭久       |      | 衆議院 自由民主党 （岸田派） | | 再入閣 安倍内閣再入閣                                                 |
| 農林水産大臣                                                                           | 西川公也       |      | 衆議院 自由民主党 （二階派） | | 初入閣                                                                |
| 経済産業大臣 内閣府特命担当大臣 （原子力損害賠償・ 廃炉等支援機構）                    | 小渕優子       |      | 衆議院 自由民主党 （額賀派） | 産業競争力担当 原子力経済被害担当                                                                             | 再入閣 2014年10月20日免                                               |
| 経済産業大臣 内閣府特命担当大臣 （原子力損害賠償・ 廃炉等支援機構）                    | （高市早苗）   |      | 衆議院 自由民主党 （無派閥） | | 臨時代理・事務代理 2014年10月20日指定 2014年10月21日免 総務大臣兼任   |
| 経済産業大臣 内閣府特命担当大臣 （原子力損害賠償・ 廃炉等支援機構）                    | 宮澤洋一       |      | 参議院 自由民主党 （岸田派） | 産業競争力担当 原子力経済被害担当                                                                             | 初入閣 2014年10月21日任                                               |
| 国土交通大臣                                                                           | 太田昭宏       |      | 衆議院 公明党                | 水循環政策担当                                                                                                | 留任                                                                  |
| 環境大臣 内閣府特命担当大臣 （原子力防災）                                             | 望月義夫       |      | 衆議院 自由民主党 （岸田派） | | 初入閣                                                                |
| 防衛大臣                                                                               | 江渡聡徳       |      | 衆議院 自由民主党 （大島派） | 安全保障法制担当                                                                                              | 初入閣                                                                |
| 内閣官房長官                                                                           | 菅義偉         |      | 衆議院 自由民主党 （無派閥） | 沖縄基地負担軽減担当 内閣総理大臣臨時代理 就任順位第2位                                                       | 留任                                                                  |
| 復興大臣                                                                               | 竹下亘         |      | 衆議院 自由民主党 （額賀派） | 福島原発事故再生総括担当                                                                                      | 初入閣                                                                |
| 国家公安委員会委員長 内閣府特命担当大臣 （防災）                                       | 山谷えり子     |      | 参議院 自由民主党 （町村派） | 拉致問題担当 海洋政策・領土問題担当 国土強靱化担当                                                            | 初入閣                                                                |
| 内閣府特命担当大臣 （沖縄及び北方対策） （科学技術政策） （宇宙政策）                  | 山口俊一       |      | 衆議院 自由民主党 （麻生派） | 情報通信技術（IT）政策担当 再チャレンジ担当 クールジャパン戦略担当                                            | 初入閣                                                                |
| 内閣府特命担当大臣 （消費者及び食品安全） （規制改革） （少子化対策） （男女共同参画） | 有村治子       |      | 参議院 自由民主党 （大島派） | 女性活躍担当 行政改革担当 国家公務員制度担当                                                                  | 初入閣                                                                |
| 内閣府特命担当大臣 （経済財政政策）                                                    | 甘利明         |      | 衆議院 自由民主党 （無派閥） | 経済再生担当 社会保障・税一体改革担当 環太平洋経済連携協定 （TPP）交渉担当 内閣総理大臣臨時代理 就任順位第3位 | 留任                                                                  |
| 内閣府特命担当大臣 （国家戦略特別区域）                                                | 石破茂         |      | 衆議院 自由民主党 （無派閥） | 地方創生担当 内閣総理大臣臨時代理 就任順位第4位                                                               | 再入閣                                                                |

- 組閣時の平均年齢：60歳
  - 最年長：73歳（麻生太郎）
  - 最年少：40歳（小渕優子）

### 内閣官房副長官・内閣法制局長官
| 職名           | 氏名     | 所属等                       | 備考 |
| -------------- | -------- | ---------------------------- | ---- |
| 内閣官房副長官 | 加藤勝信 | 衆議院／自由民主党（額賀派） | 留任 |
| 内閣官房副長官 | 世耕弘成 | 参議院／自由民主党（町村派） | 留任 |
| 内閣官房副長官 | 杉田和博 | 元内閣危機管理監／警察庁     | 留任 |
| 内閣法制局長官 | 横畠裕介 | 前内閣法制次長／検察庁       | 留任 |

### 副大臣
- 2014年9月4日任命[4]（留任者を除く）。

| 職名           | 氏名         | 所属                               | 備考                                                |
| -------------- | ------------ | ---------------------------------- | --------------------------------------------------- |
| 復興副大臣     | 長島忠美     | 衆議院／自由民主党（二階派）       |                                                     |
| 復興副大臣     | 浜田昌良     | 参議院／公明党                     | 留任                                                |
| 復興副大臣     | 西村明宏     | 参議院／自由民主党（町村派）       | 国土交通副大臣兼任 内閣府副大臣兼任                 |
| 内閣府副大臣   | 赤澤亮正     | 衆議院／自由民主党（無派閥）       |                                                     |
| 内閣府副大臣   | 平将明       | 衆議院／自由民主党（無派閥）       |                                                     |
| 内閣府副大臣   | 西村康稔     | 衆議院／自由民主党（町村派）       | 留任                                                |
| 内閣府副大臣   | 高木陽介     | 衆議院／公明党                     | 経済産業副大臣兼任                                  |
| 内閣府副大臣   | 小里泰弘     | 衆議院／自由民主党（谷垣グループ） | 環境副大臣兼任                                      |
| 内閣府副大臣   | 葉梨康弘     | 衆議院／自由民主党（岸田派）       | 法務副大臣兼任 2014年9月12日任命                    |
| 内閣府副大臣   | 左藤章       | 衆議院／自由民主党（無派閥）       | 防衛副大臣兼任 2014年9月26日任命                    |
| 内閣府副大臣   | 西村明宏     | 西村明宏                           | 復興副大臣兼任 国土交通副大臣兼任 2014年10月3日任命 |
| 総務副大臣     | 二之湯智     | 参議院／自由民主党（谷垣グループ） |                                                     |
| 総務副大臣     | 西銘恒三郎   | 衆議院／自由民主党（額賀派）       |                                                     |
| 法務副大臣     | 葉梨康弘     | 葉梨康弘                           | 内閣府副大臣兼任                                    |
| 外務副大臣     | 城内実       | 衆議院／自由民主党（無派閥）       |                                                     |
| 外務副大臣     | 中山泰秀     | 衆議院／自由民主党（町村派）       |                                                     |
| 財務副大臣     | 御法川信英   | 衆議院／自由民主党（無派閥）       |                                                     |
| 財務副大臣     | 宮下一郎     | 衆議院／自由民主党（町村派）       |                                                     |
| 文部科学副大臣 | 丹羽秀樹     | 衆議院／自由民主党（大島派）       |                                                     |
| 文部科学副大臣 | 藤井基之     | 参議院／自由民主党（岸田派）       |                                                     |
| 厚生労働副大臣 | 永岡桂子     | 衆議院／自由民主党（麻生派）       |                                                     |
| 厚生労働副大臣 | 山本香苗     | 参議院／公明党                     |                                                     |
| 農林水産副大臣 | 阿部俊子     | 衆議院／自由民主党（谷垣グループ） |                                                     |
| 農林水産副大臣 | 小泉昭男     | 参議院／自由民主党（無派閥）       |                                                     |
| 経済産業副大臣 | 山際大志郎   | 衆議院／自由民主党（無派閥）       |                                                     |
| 経済産業副大臣 | 高木陽介     | 高木陽介                           | 内閣府副大臣兼任                                    |
| 国土交通副大臣 | 北川イッセイ | 参議院／自由民主党（町村派）       |                                                     |
| 国土交通副大臣 | 西村明宏     | 西村明宏                           | 復興副大臣兼任 内閣府副大臣兼任                     |
| 環境副大臣     | 北村茂男     | 衆議院／自由民主党（町村派）       |                                                     |
| 環境副大臣     | 小里泰弘     | 小里泰弘                           | 内閣府副大臣兼任                                    |
| 防衛副大臣     | 左藤章       | 左藤章                             | 内閣府副大臣兼任                                    |

### 大臣政務官
- 2014年9月4日任命[4]（留任者を除く）。

| 職名               | 氏名       | 所属                         | 備考                                        |
| ------------------ | ---------- | ---------------------------- | ------------------------------------------- |
| 復興大臣政務官     | 小泉進次郎 | 衆議院／自由民主党（無派閥） | 留任 内閣府大臣政務官兼任                   |
| 復興大臣政務官     | 山本朋広   | 衆議院／自由民主党（無派閥） | 文部科学大臣政務官兼任                      |
| 復興大臣政務官     | 岩井茂樹   | 参議院／自由民主党（額賀派） | 内閣府大臣政務官兼任 経済産業大臣政務官兼任 |
| 内閣府大臣政務官   | 越智隆雄   | 衆議院／自由民主党（町村派） |                                             |
| 内閣府大臣政務官   | 松本洋平   | 衆議院／自由民主党（二階派） |                                             |
| 内閣府大臣政務官   | 小泉進次郎 | 小泉進次郎                   | 留任 復興大臣政務官兼任                     |
| 内閣府大臣政務官   | 岩井茂樹   | 岩井茂樹                     | 復興大臣政務官兼任 経済産業大臣政務官兼任   |
| 内閣府大臣政務官   | 福山守     | 衆議院／自由民主党（額賀派） | 環境大臣政務官兼任                          |
| 内閣府大臣政務官   | 大塚拓     | 衆議院／自由民主党（町村派） | 法務大臣政務官兼任 2014年9月12日任命        |
| 内閣府大臣政務官   | 石川博崇   | 参議院／公明党               | 防衛大臣政務官兼任 2014年9月26日任命        |
| 内閣府大臣政務官   | 大塚高司   | 衆議院／自由民主党（額賀派） | 国土交通大臣政務官兼任 2014年10月3日任命    |
| 総務大臣政務官     | 武藤容治   | 衆議院／自由民主党（麻生派） |                                             |
| 総務大臣政務官     | 赤間二郎   | 衆議院／自由民主党（麻生派） |                                             |
| 総務大臣政務官     | 長谷川岳   | 参議院／自由民主党（町村派） |                                             |
| 法務大臣政務官     | 大塚拓     | 大塚拓                       | 内閣府大臣政務官兼任                        |
| 外務大臣政務官     | 薗浦健太郎 | 衆議院／自由民主党（麻生派） |                                             |
| 外務大臣政務官     | 中根一幸   | 衆議院／自由民主党（町村派） |                                             |
| 外務大臣政務官     | 宇都隆史   | 参議院／自由民主党（額賀派） |                                             |
| 財務大臣政務官     | 大家敏志   | 参議院／自由民主党（麻生派） |                                             |
| 財務大臣政務官     | 竹谷とし子 | 参議院／公明党               |                                             |
| 文部科学大臣政務官 | 赤池誠章   | 参議院／自由民主党（町村派） |                                             |
| 文部科学大臣政務官 | 山本朋広   | 山本朋広                     | 復興大臣政務官兼任                          |
| 厚生労働大臣政務官 | 橋本岳     | 衆議院／自由民主党（額賀派） |                                             |
| 厚生労働大臣政務官 | 髙階恵美子 | 参議院／自由民主党（町村派） |                                             |
| 農林水産大臣政務官 | 佐藤英道   | 衆議院／公明党               |                                             |
| 農林水産大臣政務官 | 中川郁子   | 衆議院／自由民主党（二階派） |                                             |
| 経済産業大臣政務官 | 関芳弘     | 衆議院／自由民主党（町村派） |                                             |
| 経済産業大臣政務官 | 岩井茂樹   | 岩井茂樹                     | 復興大臣政務官兼任 内閣府大臣政務官兼任     |
| 国土交通大臣政務官 | 上野賢一郎 | 衆議院／自由民主党（石原派） |                                             |
| 国土交通大臣政務官 | 青木一彦   | 参議院／自由民主党（額賀派） |                                             |
| 国土交通大臣政務官 | 大塚高司   | 大塚高司                     | 内閣府大臣政務官兼任                        |
| 環境大臣政務官     | 高橋比奈子 | 衆議院／自由民主党（大島派） |                                             |
| 環境大臣政務官     | 福山守     | 福山守                       | 内閣府大臣政務官兼任                        |
| 防衛大臣政務官     | 原田憲治   | 衆議院／自由民主党（額賀派） |                                             |
| 防衛大臣政務官     | 石川博崇   | 石川博崇                     | 内閣府大臣政務官兼任                        |

### 内閣総理大臣補佐官
| 職名 | 氏名       | 所属                        | 備考                      |
| --- | ---------- | --------------------------- | ------------------------- |
| 内閣総理大臣補佐官 （ふるさと担当）                                                                      | 木村太郎   | 衆議院 自由民主党（町村派） | 留任                      |
| 内閣総理大臣補佐官 （国家安全保障に関する重要政策及び選挙制度担当）                                      | 礒崎陽輔   | 参議院 自由民主党（町村派） | 留任                      |
| 内閣総理大臣補佐官 （国政の重要課題担当）                                                                | 衛藤晟一   | 参議院 自由民主党（二階派） | 留任                      |
| 内閣総理大臣補佐官 （政策企画担当）                                                                      | 長谷川榮一 | 民間                        | 留任 内閣広報官兼任       |
| 内閣総理大臣補佐官 （国土強靭化及び復興等の社会資本整備、 地方創生並びに健康・医療に関する成長戦略担当） | 和泉洋人   | 民間 元内閣官房参与         | 留任 2014年9月3日担当発令 |

## 内閣の動き

### 組閣
第2次安倍内閣の18閣僚のうち12閣僚が交代する大規模な改造となったが、菅官房長官、麻生副総理兼財務大臣、岸田外務大臣、甘利経済再生担当大臣、下村文部科学大臣、太田国土交通大臣の主要6閣僚は留任となった。当初の初入閣は8名。
安倍首相はこの内閣改造で「元気で豊かな地方の創生」を掲げるとともに、成長戦略の柱に据える「女性の活躍を推進」するための政策も打ち出してゆくことを明言している。これを象徴するように安倍は女性を閣僚に積極的に起用、その数は5名となり、それまで最多だった第1次小泉内閣に並んだ。ところが約1か月後に松島法務大臣と小渕優子経済産業大臣が同時に辞任し、その補填は前者には女性を、後者には男性を充てたため、女性閣僚の数は1減の4名となった（→ 詳細は「女性閣僚2名の同日辞任」節を参照）。
入閣者を自民党の派閥別に見ると、改造当初は総裁派閥の町村派から3名、額賀派、岸田派、麻生派、大島派から各2名、二階派から1名、無派閥が5名となった。石原派からは入閣はもとより党執行部への起用もなく、その冷遇ぶりが目立った。また辞任した3閣僚を補填した新任の3大臣はいずれも岸田派からの入閣で、これで岸田派は閣内最多の5名の閣僚を出すこととなり、また初入閣は1増の9名となった。公明党からは従来通り1名の起用で、民間人閣僚は今回もいなかった。
今回の改造で焦点の一つとなったのが新設した「安全保障法制担当大臣」の人事だった。当初は自民党幹事長の石破茂にその打診があったものの、石破は国家安全保障基本法の早期制定などの点でその主張に安倍との相違があることから、「国会答弁などで内閣に迷惑をかけかねない」「首相と100%考え方が一緒の人が答弁するのが一番望ましい」と主張、自身は幹事長の続投を希望して入閣を辞退する意向を表明していた。しかし安倍からの説得もあり、最終的には入閣を決断して内閣府特命担当大臣（国家戦略特別区域担当）兼地方創生担当大臣に就任した。
この内閣には歴代総理を親族に持つ者の名が連なることも特徴としてあげられる。安倍首相は岸信介の孫で佐藤栄作の大甥にもあたるほか、麻生副総理兼財務大臣は吉田茂の孫で鈴木善幸の女婿、小渕経済産業大臣は小渕恵三の二女、またその後任の宮澤洋一経済産業大臣は宮澤喜一の甥、竹下亘復興大臣は竹下登の弟である。ちなみに岸田と宮澤洋一は従兄弟同士にあたる。
そのほか、松島・太田・西川農林水産大臣を除く他の全閣僚が神道政治連盟国会議員懇談会の会員、岸田・下村・塩崎厚労相の3閣僚は世界連邦日本国会委員会の委員に名を連ねている。

### 各党の反応
安倍首相はこの内閣を「実行実現内閣」と名付けた。石破茂に代わって自民党の幹事長となった谷垣禎一は「政権に戻って1年8か月たつが、安倍総理大臣が先頭に立ち、今まで安定した態勢を作ることができた。これから大事なことは、さらに安倍総理大臣のもとに一致結束してやっていくことだ。」と述べた。
- 公明党・山口那津男代表

「女性の活躍や、地方創生の推進のほか、安全保障法制を担当する閣僚などを設けて、新たな課題に取り組む姿勢が見られ、心機一転の内閣改造だ。」
- 民主党・海江田万里代表

「『改造したふり内閣』だ。留任した閣僚が6人もいて、新たに閣僚になった人も新鮮味に欠ける。」
- 日本維新の会・小沢鋭仁 国会議員団幹事長

「消費税率を10%まで引き上げることで合意した時の総裁だった谷垣氏を幹事長に起用するなど、増税シフトの『断固増税内閣』だ。」
- 次世代の党・山田宏 幹事長

「何のための内閣改造なのか、ぴんと来ないというのが率直な印象で、行政改革や規制改革に取り組む気迫や決意が伝わってこない。」
- みんなの党・浅尾慶一郎 代表

「5人の女性が閣僚に起用されたことは、われわれも評価するが、もう少し若手が入ってもよかったのではないかと思う。」
- 日本共産党・山下芳生 書記局長

「今求められるのは内閣改造ではなく退陣であり、安倍政権を打倒する国民的な大運動を起こすため、奮闘したい。」
- 結いの党・江田憲司 代表

「国民のためではなく自民党の都合で行われた内閣改造だ。長い夏休みをやめて、一刻も早く臨時国会を開くべきだ。」
- 生活の党・鈴木克昌 幹事長

「重要な政策を実行していくことよりも、安倍総理大臣が今後も政権を維持することを重視した『保身内閣』だ。」
- 社会民主党・吉田忠智 党首

「安倍総理大臣が次の総裁選挙で勝つための改造にすぎない。安倍総理大臣と考えの近い人ばかり集めた『右向け右内閣』だ。」

### 内政

#### 消費税

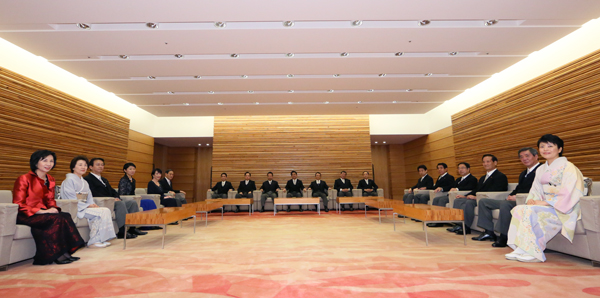
2014年9月3日、内閣発足後初となる閣僚懇談会にて

発足した2014年9月3日に安倍は、消費税率の10%への引き上げについては「7〜9月の経済の回復を含めて、経済状況等を総合的に勘案した上で年内に判断する」と述べた。経済再生担当相の甘利明は、9月5日の会見で消費税増税後の景気失速について「買う余力はあるけれどあえて買っていない。（消費税率）10%に向けて節約しているという反応が感じられる」との認識を示した。2013年8〜9月に開催された集中点検会合のメンバーである土居丈朗は、「消費税率を予定通り引き上げないならば、来年4〜6月期の景況への悪影響が心配される」とし、増税実施を主張した。
2014年9月8日、日本経済新聞が1面で「もたつく景気回復」との連載を開始。消費増税に伴う駆け込み需要の反動減について景気は夏以降に回復すると強気で前向きな報道をしてきた日経だったが「明らかにトーンが変わった（第一生命経済研究所経済調査部の藤代宏一）」との指摘があがった。日経は10月2日、『景況感、2期ぶりに改善』との見出しの記事の中で、日銀短観の景況感を示すDIが大企業の非製造業で6ポイント悪化、中堅企業の製造業で3ポイント悪化、中堅企業の非製造業で3ポイント悪化、中小企業の製造業で2ポイント悪化、中小企業の非製造業で2ポイント悪化となる中、大企業の製造業が1ポイント良化となったことを報道。また、日経は10月5日に消費税増税を予定通り実施すべきという回答が6割に達したとの有識者60人（回答は43人）対象のアンケート結果を公表。日経はさらに10月9日、消費税率の10%への引き上げを見据えた商戦が、熱を帯びてきていると報じた。
2014年9月8日、内閣府は4〜6月の実質GDPの改定値を発表し、前期比年率7.1%減と速報値から下方修正した。9月9日に発表された8月消費動向調査でも、基調判断を「持ち直している」から「持ち直しのテンポが緩やかになっている」に下方修正した。本田悦朗内閣官房参与は、週刊現代9月20日号で「総理と刺し違えても消費税10%は阻止します」と危機感を表明。9月9日の報道ステーションに本田が出演をした際のVTRには増税に対する言及はなかった。もう一人のブレーンである浜田宏一内閣官房参与は、毎日新聞社が発行する雑誌エコノミスト9月16日号に掲載された『金融政策の限界がみえた。構造改革に軸足を移すときだ』とのインタビュー記事の中で、アベノミクスにおける第一の矢の効果を強調した上で「大切なのは、GDPや雇用など国民経済だ」と言及した。8月の新車販売台数が前年同月比9.1%減と大幅に落ち込み、7月の家電量販大手4社の売上高が2〜9%減となるなど消費低迷が顕在化する中、集中点検会合で増税反対を主張していた片岡剛士は「予想できたことです」と論評。元日銀職員の熊野英生も「今後の消費も伸びないでしょう」とした。
2014年9月28日の日曜討論で、民主党幹事長の枝野幸男は増税延期した際に安倍の責任を追及すると表明し、野党の中で唯一増税賛成論を展開していたが、翌日のBSフジの番組では議員定数削減問題を理由に「ちゃぶ台返し」を示唆。与党の自民党、公明党は増税の環境整備をするとして賛成の立場を示している。自民党内では、宮澤洋一が「（増税先送りした場合）国債市場がしっかりとそれを吸収し、荒れないという自信は全くない」と強調。町村信孝は、党内にある増税慎重派の動きを「極端な議論を進めることは、かえって日本の信頼に大きく悪影響が出ることも考えなければいけない」と批判した。海外では、エコノミスト、フィナンシャル・タイムズ、ニューヨーク・タイムズなどが増税の延期を主張している。
2013年夏の消費税に関する集中点検会合で「増税自体は個人消費を抑圧する要因にはならない」と述べていたアール・ビー・エス証券の西岡純子は、2014年10月にロイター通信に対して「消費増税から半年弱が経過して、なお消費者センチメントが伸び悩む様子が鮮明となった」と語っている。大前研一は、「増税して景気が低迷すれば過去20年の低迷がそのまま続くだけで、そのほうがダメージは少ない」と述べ、増税をしなかった際のハイパーインフレの可能性を指摘している。これについては、財務大臣の麻生太郎が10月16日の参院財政金融委員会で「今の日本で、ハイパーインフレになるはずがない」と答弁している。10月23日には、短期国債の入札で初めてマイナス金利となった。維新の党は、「再増税凍結法案」を国会に提出する方針を決定。一方、民主党幹事長の枝野幸男は、10月22日の深層NEWSで「日本のためには（経済指標などの）条件を整え、約束通り進めることがベストだ」と増税を促した。毎日新聞の世論調査では、消費税率10%への引き上げについて「反対」が73%に達している。
総務省が発表している1世帯当たりの実質消費支出は対前年比で、4月-4.6%→5月-8.0%→6月-3.0%→7月-5.9%→8月-4.7%→9月-5.6%と改善していない。景気の底流に消費の二極化があるとされ、社会保障制度を支える勤労者にむしろ打撃を与えているといった指摘もある。一方、自民党内では「断固として予定通りやらなければいけない（自民党税制調査会長の野田毅）」「約束通り10%に上げさせていただく（自民党総務会長の二階俊博」といった根強い増税賛成論がある。
10月31日に、日本銀行は量的・質的金融緩和（QQE）の拡大を決定。これについて、毎日新聞、朝日新聞などが批判をした。一方ポール・クルーグマンは、QQEの拡大を「強く支持」すると表明。日銀の政策委員会で反対した4人について「反対者はいずれもビジネス界に近い委員だった」とし、「国は企業ではない」「ビジネスリーダーは、しばしば非常に悪い経済的なアドバイスを送る」と批判した。クルーグマンは、11月6日に安倍と意見交換し、消費税再増税の延期の必要性を説いた。
11月17日に公表される7-9月期の国内総生産（GDP）速報値の数値が悪いとみられており、再増税に踏み切れば消費マインドをさらに冷え込ませ結果として税収増につながらないとの判断から、増税先送りと12月中の解散総選挙への流れが加速した。高橋洋一は、青木幹雄が提唱した「青木率（直近の政党支持率と内閣支持率の合計）」から判断した場合、解散するなら「今でしょ」という状況であったと解説した。解散との観測を受けて、全国紙の増税に対する見解が出揃った。毎日新聞は、「政権与党が税率引き上げの環境を整える努力を尽くさず、しかも増税に慎重な世論に乗じて選挙にまで利用しようという発想が感じられる」と増税への努力を怠ったことを批判。日本経済新聞は、「リーマン危機のような深刻な事態が起きたなら再増税を延期するのが妥当だが、この時点で再増税延期を決めるのはやはり望ましくない」と述べ、増税実施を求めた。読売新聞は、「国民の信任を改めて得ることで、重要政策を遂行するための推進力を手に入れようとする狙いは、十分に理解できる」と評価した。朝日新聞は、他紙に先駆けて既に増税を容認している。11月10日の読売新聞の世論調査では、「予定通り引き上げるべきだ」が16%にとどまった。11月11日に発表された10月の消費者態度指数と景気ウォッチャー調査のDIはともに低下し、消費者心理の悪化が再確認された。
内閣府が11月17日に発表した2014年7-9月期の国内総生産（GDP）は前期比0.4%減、年率換算で1.6%減となり、4月に消費税の税率を5%から8%に上げたことが日本の経済成長に悪影響を与えたという意見もある。この結果について、元日銀審議委員の中原伸之は、「日銀や財務省など増税派の見通しがいかに外れるかが明らかになった」と批判した。

#### 経団連の政治献金の復活
経団連の榊原定征会長は2014年9月8日、会員企業約1300社に政治献金を呼びかけると表明し、安倍政権との関係強化をはかった。経団連の求める政策には法人税減税や労働時間規制の緩和といったものが含まれるため、大手企業の意向が政策に反映されるといった懸念が指摘されている。日本維新の会の橋下徹代表は「前近代的な政治だ」とこの決定を批判し、民主党の海江田万里代表も献金する資金を労働者の賃金や非正規雇用から正規への転換に振り向けるべきだと述べた。

#### 労働者派遣法改正案の再提出
条文に誤りが見つかって廃案扱いとなっていた労働者派遣法改正案について、厚生労働大臣に就任した塩崎恭久は「次の国会に出すことを検討している」と述べて提出に意欲をみせた。この法案は派遣を活用できる期間の上限を取り払うことで、企業側が派遣を活用できる職種や期間を拡大する。

#### 再生可能エネルギー受け付け問題
九州電力が、再生可能エネルギーの固定価格買い取り制度（FIT）に基づく契約の受け入れを、管内全域で中断することになった。太陽光発電の買い取り価格が高すぎたため想定を上回る電力が送られてしまい、送電設備の容量がパンクする恐れが出てきたため。2014年度は、FITによる電気料金への上乗せ額が標準的な家庭の使用量で1カ月当たり225円に達しており、2013年度から88%（105円）増となっている。
また、鬼怒川洪水で太陽光発電業者がソーラーパネルを設置した地域から決壊している映像が多くのメディアでとりあげられ注目を集めた。ソーラーパネルについては、全国各地で土砂崩れなどの懸念から反対運動が相次ぎ、社会問題化している。

#### 女性閣僚2名の同日辞任
改造内閣発足から早々、女性閣僚の言動がいくつか問題視される。
松島みどり法相は2014年10月1日、赤いストールを着用して参議院本会議に出席したが、これが参議院規則に抵触するとして問題視された。更に2014年10月7日、参議院予算委員会において、民主党の蓮舫議員から「夏に、選挙区（東京都第14区）の東京都荒川区などでうちわを配布した行為が公職選挙法の禁止する寄付行為に該当する」と指摘された。10月16日、民主党の階猛副幹事長が告発状を東京地検に提出。
小渕優子経産相については2014年10月16日、週刊新潮が政治資金収支報告書に観劇費用2600万が未記載であることを報じ政治資金規正法違反であることを指摘。その後の調べて2009年より未記載の費用が1億円を超えると報じた。10月18日、『産経新聞』が「小渕経産相辞任へ」と題した号外を配布し始めた。2014年10月20日、午前、政治資金をめぐる疑惑の件で首相の安倍と会談後、経済産業大臣の辞表を提出。その後、経産省で辞任記者会見を行った。小渕は、自身の問題を国民、支持者などに謝罪したが、自分でも自身の事務所の政治資金報告書に「疑念がある」として、専門家を入れた第三者に調査を依頼する方針を示した。
最終的に、松島みどり法務大臣、小渕優子経済産業大臣ともに2014年10月20日に辞任する結果となった。

### 外交

#### TPP交渉
2014年9月20日、環太平洋連携協定交渉（TPP）は憲法違反だとして、有志の弁護士らが交渉の差し止めと違憲確認を求める訴訟を起こすことが判明した。「WTO（世界貿易機関）の貿易交渉でもこれほどの秘密主義はない」とし、憲法21条（表現の自由）に基づく国民の「知る権利」を侵害していると言及。また、遺伝子組み換え食品の表示、残留農薬の基準緩和、安価な後発医薬品（ジェネリック医薬品）の販売規制などが適用されれば、健康で文化的な生活を営む権利（憲法25条）、幸福追求の権利（13条）を損なうとした。